# Widuchowa (Święty Krzyż)
Widuchowa is een plaats in het Poolse district  Buski, woiwodschap Święty Krzyż. De plaats maakt deel uit van de gemeente Busko-Zdrój en telt 658 inwoners.